# Dov Lior

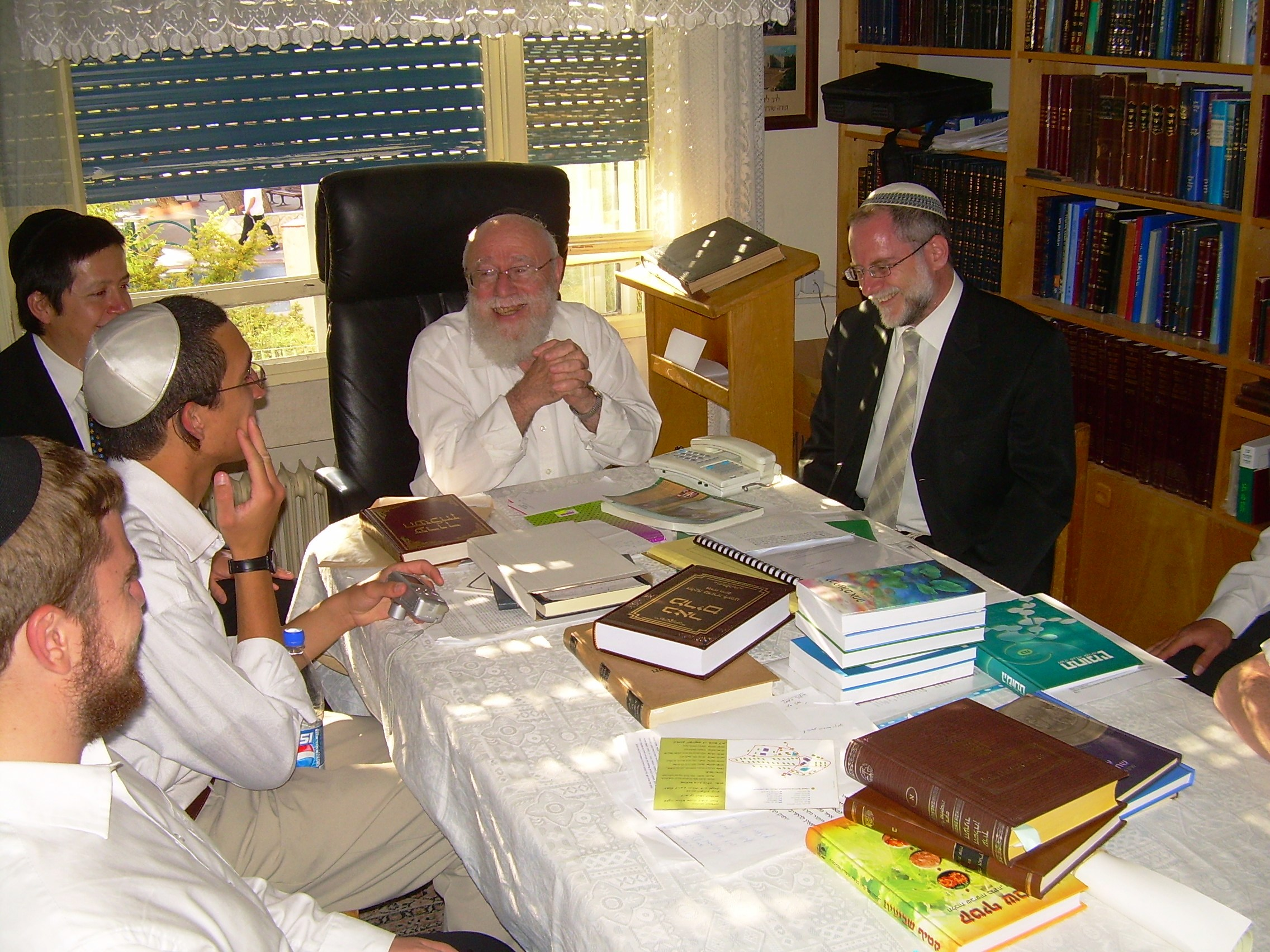
El rabino Dov Lior (al centro) en una reunión con estudiantes de la Yeshivá Majón Meir en su residencia en Kiryat Arba en junio de 2008

Dov Lior (en hebreo:דב ליאור, nacido en 1933) es el Rabino mayor de Hebrón y Kiryat Arba en la parte meridional de Cisjordania, o Área de Judea y Samaria. Además es el Rosh yeshivá de la Hesder yeshivá Kiryat Arba, y además es el jefe del "Consejo de Rabinos de Judea y Samaria".

## Biografía
Dov Leinwand (más tarde Lior) nació en una familia de la dinastía jasídica Belz, hijo de Moshe Leinwand en Jarosław, Voivodato de Subcarpacia, Polonia. Intentó sin éxito abordar el barco Exodus, y logró subir al Negba unas semanas antes del establecimiento del Estado de Israel, en donde hebraizó su apellido a Lior. En Israel, estudió en la yeshivá y escuela secundaria Kfar HaRoeh, del movimiento Bnei Akiva, y posteriormente en la Yeshivá Mercaz HaRav Kook del Rabino Zvi Yehuda Kook, en donde debido al hecho de ser un huérfano, el rabino Kook lo trataba como a un hijo. 
Contrajo matrimonio en el año 5720 del calendario hebreo (1960 del calendario gregoriano) con Bitya, pero su esposa falleció de cáncer en el año 5728 (1968); se volvió a casar en el año 5736 (1976) con Esther, viuda del rabino Ephraim Shahor. El rabino Dov Lior tiene 11 hijos, 55 nietos y dos bisnietos. Dos de sus hermanos arribaron a Eretz Israel después que él y se unieron al kibutz HaMaapil.

## Trayectoria
El rabino Dov Lior es considerado por muchos como uno de los máximos líderes e ideólogos del movimiento sionista religioso, y el estudiante favorito del rabino Zvi Yehuda Kook, hijo del rabino Abraham Isaac Kook. A fines de los años 80, el fiscal general impidió la elección de Lior al Consejo Supremo Rabínico de Israel luego de un escándalo público relacionado con declaraciones hechas por el rabino Lior en las cuales el sugería que se podía usar a los terroristas capturados para efectuar experimentos médicos.
El rabino Lior, junto con otros rabinos, ha sentado un precedente a nivel halájico, decretando que Israel debe disparar en contra de las poblaciones civiles en aquellas áreas donde se originen ataques terroristas contra comunidades judías (asentamientos), y luego de la masacre ocurrida en la Yeshivá Mercaz HaRav Kook, decretó que está prohibido por la Halajá (Ley Judía) el proveer de empleo o alquilar una vivienda a árabes.
El 19 de marzo de 2007, el rabino Lior arribó a la comunidad de Beit HaShalom y les dio sus bendiciones tanto a la infraestructura como a la comunidad judía local. El 21 de enero de 2008, los rabinos Dov Lior, Ya'acov Shapira de la Yeshivá Mercaz HaRav, Elyakim Levanon de Elon Moreh y Nahum Rabinovitch de Ma'ale Adumim se reunieron en Beit HaShalom para declarar conjuntamente que la política del gobierno israelí hacia los asentamientos era peor que el Libro Blanco de 1939 del Mandato Británico de Palestina.